# Felipe González de Canales
Felipe González de Canales (Bujalance, Córdoba, 11 de abril de 1940) es un ingeniero técnico agrario, agricultor español; y promotor y primer secretario general de las Escuelas Familiares Agrarias - EFAs (1964).Pionero en el impulso del asociacionismo y del sindicalismo agrario en España.

## Biografía
González de Canales nació en la localidad cordobesa de Bujalance en 1940, en el seno de una familia de agricultores. Tras completar los estudios de Ingeniería Técnica Agraria, realizó dos postgrados: primero en Formación y Promoción Rural en la Universidad de Orleáns y después, en Alta Dirección en el IESE Business School (Barcelona).
Felipe González de Canales fundó, junto a  Joaquín Herreros Robles, un sistema de escuelas de agricultura y centros de promoción rural denominado Escuelas Familiares Agrarias (EFAs), que integra entre otros aspectos el método de alternancia procedente de Francia. Siguiendo este sistema, se han implementado en España treinta escuelas, y en él se han inspirado otras 68 escuelas rurales en otras partes del mundo, incluyendo catorce en Perú, más de treinta en Argentina y seis en Filipinas.  
González de Canales fue el primer secretario general de las EFAs (1964); fundador del Centro Nacional de Jóvenes Agricultores (JJAA) (1975) y secretario general (1976-1988), que pasó en 1990 a denominarse Asociación Agraria de Jóvenes Agricultores ASAJA; representante español en el Consejo Europeo de Jóvenes Agricultores - CEJA (1982); representante en el Comité de las Organizaciones Profesionales Agrarias - COPA (1986); presidente regional de ASAJA Andalucía (1992-1996);Presidente de la Federación del Instituto de Desarrollo Comunitario; Secretario General de la Red Estatal de Desarrollo Rural (Reder).

## Premios y distinciones
* Insignia de Oro de la organización profesional agraria ASAJA —su máxima distinción— (Ávila, 21 de diciembre de 2018).

## Publicaciones y conferencias
- Con Jesús Carnicero, Roturar y sembrar: Así nacieron las Escuelas Familiares Agrarias (EFA) (1ª Ed.) ISBN 978-84-321-3322-0.[6][7][8]
- El futuro del mundo rural en una sociedad comprometida y con proyecto, Universidad Internacional Menéndez Pelayo.
- El Punto de Vista de los Grupos de Desarrollo Rural.
- Los desafíos del siglo XXI y sus repercusiones de futuro en el mundo rural.